# Неураксијална анестезија
Неураксијална анестезија је посебан облик регионалне анастезије који се примењује у или око централног нервног система. Намењена је за лечење болова и/или за анестезију током извођења одређених операција и процедура за ублажавање постоперативног и хроничног бола.
Неураксијална анестезија се користи као самостална анестезија или у комбинацији са општом анестезијом за већину процедура испод врата, а уобичајена је за хируршке процедуре које укључују доњи део трбуха, карлицу, перинеум и доње удове.
Развој регионалне анестезије започео је изолацијом локалних анестетика, од којих је први био кокаин, једини природни локални анестетик. Прва урађена регионална анестезија била је спинална анестезија, а прва операција под спиналном анестезијом урађена је 1898. године у Немачкој. Пре тога, једине технике локалне анестезије биле су локална анестезија ока и инфилтрациона анестезија. 
Епидурални и интратекални опиоиди су данас део рутинског режима за унутароперативну и постоперативну аналгезију. Током последњих 30 година, употреба епидуралних опиоида постала је стандард за аналгезију у порођају, као и за лечење хроничног бола. Коначно, показало се да епидурални опиоиди имају превентивни ефекат, када се користе пре велике операције.

## Намена и врсте
Неуроаксијална анестезија је намењена да анестезира нервне корене који излазе из кичмене мождине. Овај облик анестезије се посебно препоручује старијим пацијентима са хроничним системским обољењима, мада код неких пацијената може бити контраиндикована. Неуроаксијална анестезија се може поделити у неколико група као: спинална, епидурална, каудална анестезија и комбинована спинална и епидурална анестезија.

### Спинална анестезија
Спинална анестезија је једна од техника неураксијалне анестезије  која се користи се у анестезији, хемотерапији или за различите модалитете лечења болова. У њој се локални анестетик примењује интратекално.  Ова метода давања лекова у кичмени канал или у субарахноидални простор омогућава да анестетик доспе  у цереброспиналну течност (ЦСТ) и нуди бројне предности које нису могуће са општом анестезијом. 
Међутим, многи пацијенти и даље верују у „митове и легенде” и понекад одбијају ову методу анестезије због недостатка информација, као што су то породиље.

### Епидурална анестезија
Епидурална анестезија представља апликацију локалног анестетика у епидурални простор прко епидуралних катетера који омогућавају континуирано дозирање анестетика и самим тим продужено време деловања. При коришћењу ове технике не перфорира се тврда можданица (дура), па нема ни губитка ликвора, односно компликација у смислу постпункцијске главобоље. Данас се сматра једном од најбољих метода за обезбољавања у акушерству.

### Каудална анестезија
Каудална анестезија је облик неураксијалне регионалне анестезије која се спроводи приступом епидуралном простору преко сакралног хијатуса. Обично се користи у педијатрији за обезбеђивање оперативне и постоперативне аналгезије за операције у пределу тела испод пупка. Код одраслих се користи за лечење хроничног бола у доњем делу леђа.
Може се користити као алтернатива општој анестезији или као њен додатак.

## Индикације
Неураксијална анестезија се користи се као самостална анестезија или у комбинацији са општом анестезијом за већину захвата испод врата, а уобичајена је и за хируршке захвате који укључују доњи део трбуха, карлицу, међицу и доње удове.

## Контраиндикације
Постоје апсолутне и релативне контраиндикације за неураксијалну анестезију (спиналну и епидуралну).
Апсолутне контраиндикације - су изостанак пристанка пацијента, повишен интракранијални притисак (првенствено због интракранијалне масе) или инфекција на месту захвата (ризик од менингитиса).
Релативне контраиндикације - су постојеће неуролошке болести (нпр. мултипла склероза), тешка дехидрација (хиповолемија) због ризика од хипотензије, тромбоцитопенија или коагулопатија (посебно код епидуралне анестезије, због опасности од епидуралног хематома). Остале релативне контраиндикације су тешка митрална и аортална стеноза и хипертрофична опструктивна кардиомиопатија.

## Клинички значај
Неураксијална анестезија нуди многе предности које нису доступне код опште анестезије. Ова врста анестезије омогућила је извођење многих великих захвата на будном пацијенту. На пример, царски рез се може боље и сигурније извести уз неураксијалну анестезију него у општој анестезији, а омогућена је и перманентна комуникација између мајке и њеног  новорођенчета.
Неураксијална анестезија показала се и као користан додатак општој анестезији. Кориштење грудне (торакалне) епидуралне анестезије као модалитета постоперативног бола код пацијената након торакотомије, помаже у побољшању респираторног статуса пацијената. 
Остали корисни ефекти су боља контрола бола од интравенских наркотика, мања потреба за системском употребом опиоида, ранији опоравак функције црева и лакше учешће у физикалној терапији.

## Претходни поступак
Пре саме анестезије потребно је да лекар информише пацијента о поступку, и обавезно прибави потписани информативни пристанак. Будући да се поступак обично изводи на будним или благо седираним пацијентима, пре анестезије треба објаснити пацијенту и с њиме расправити важне ставке као што су:
- индикације,
- нежељене реакције током давања неураксијалне анестезије,
- потенцијалне ризике,
- добре стране анестезије,
- алтернативне поступке.

## Компликације
Иако су многе компликације врло ретке, треба имати на уму да се могу догодити следеће уобичајеније компликације:
- бол у леђима (чешћа код епидуралне анестезије),
- постдурална пункцијска главобоља (чак у 25% случајева према неким студијама),
- мучнина,
- повраћање,
- хипотензија,
- губитак слуха на ниске фреквенце,
- неуролошке повреде,
- хематом кичме,
- пролазни неуролошки синдром (посебно са лидокаином),
- тотална спинална анестезија (компликација од које се највише страхује, иако је јако ретка).